# Fabrizio Quattrocchi
Fabrizio Quattrocchi (Catania, 9 maggio 1968 – Baghdad, 14 aprile 2004) è stato una guardia di sicurezza privata italiana.
Fu rapito e ucciso in Iraq, dove lavorava per una compagnia di sicurezza, e venne insignito di una medaglia d'oro al valor civile alla memoria.

## Biografia
Nato a Catania, cresciuto a Genova, svolse il servizio di leva nell'Esercito Italiano, raggiungendo il grado di caporal maggiore, e prestò servizio nel 1987 come caporale istruttore nel 23º Battaglione fanteria "Como", di stanza a Como, reparto poi sciolto nel 1996.

### Guardia privata
Congedatosi dall'esercito, Quattrocchi continuò a essere impegnato fino al 2000 nell'attività di famiglia, una panetteria nel quartiere di San Martino non lontano dall'omonimo ospedale, coi genitori, il fratello e la sorella.
Dopo la morte del padre la famiglia cedette l'attività; venuta a mancare la principale fonte di sostentamento, Quattrocchi, appassionato di arti marziali, praticante il taekwondo e brevettato paracadutista, prese a seguire corsi di addestramento per prepararsi al lavoro di guardia del corpo e addetto alla sicurezza nei locali notturni, secondo quanto in seguito dichiarato dal fratello e dalla fidanzata.

### L'entrata nell'IBSSA
Per un certo periodo di tempo seguì corsi di addestramento e lavorò per Ibssa, società di sicurezza e investigazioni, successivamente liquidata, della quale erano titolari Roberto Gobbi e Spartaco Bertoletti, rappresentante in Italia di un'analoga società internazionale, di nome IBSSA (simile a quello della società genovese), con sede a Budapest e centro operativo in Israele. Nell'ottobre 2003 fu ingaggiato come guardia del corpo in occasione della visita del ministro Claudio Scajola al Salone nautico di Genova.
Secondo Gobbi, Fabrizio Quattrocchi si sarebbe recato in Iraq in seguito all'accettazione, avvenuta nell'ottobre 2003, del suo curriculum da parte di un non meglio individuato "mercenario genovese" impegnato nel reclutamento per l'Iraq per conto di un'azienda del Nevada, la DTS, al fine di istruire personale locale alle tecniche di sicurezza e proteggere manager, magistrati, strutture d'interesse strategico quali gli oleodotti.
La partenza per il Paese in guerra era avvenuta nel novembre del 2003, per un compenso mensile – sempre secondo quanto dichiarato dal Gobbi alla stampa – variabile (a seconda delle condizioni di rischio) tra i seimila e i novemila dollari.

### L'attività svolta in Iraq
L'unica testimonianza giornalistica nota diretta sull'attività svolta in Iraq da Quattrocchi fu ad opera del periodico di approfondimento televisivo della RSI (Radio Televisione della Svizzera Italiana) Falò che, nel programma andato in onda il 14 maggio 2004, presentò un ampio servizio in esclusiva di circa 39 minuti, alle "guardie di sicurezza private" operanti in Iraq e nel resto del mondo.
L'inchiesta giornalistica – curata in origine dalla Televisione Svizzera francese e mai ritrasmessa in Italia, benché diffusa in italiano dalla RSI e contenente le uniche immagini disponibili di Quattrocchi libero in Iraq – venne realizzata direttamente nel Paese arabo e si chiudeva con un'ampia sezione di circa otto minuti dedicata alla Presidium Corporation, la compagnia di sicurezza italiana presso la quale operava Quattrocchi. Le riprese, datate qualche tempo prima del rapimento, furono girate nella zona di Baghdad a bordo o nei pressi di un fuoristrada Galloper bianco impiegato dalla Presidium.
Il capo squadra Paolo Simeone appare nel video accompagnato da una persona identificata come "Luigi" e dallo stesso Fabrizio Quattrocchi, che compare armato in diverse inquadrature mentre sorveglia la scena dell'intervista realizzata dalla televisione svizzera e poi mentre i tre si addestrano ad una attività di fuoco in una zona extraurbana.
Quattrocchi, che durante le riprese accompagnò con Simeone e Luigi i giornalisti svizzeri, viene definito nel servizio come il più discreto tra gli interlocutori da essi incontrati durante la loro inchiesta in Iraq. Quattrocchi appare con un giubbotto antiproiettile indossato su una maglietta dello stesso colore di quella visibile nelle immagini diffuse dai suoi rapitori prima del suo assassinio.
La trasmissione è basata su una puntata del primo programma di approfondimento giornalistico della TSR1, televisione della Svizzera Romanda, trasmessa il 13 maggio 2004, dal titolo Guerriers à louer (Guerrieri in affitto), della durata di circa 59 minuti.

### Il rapimento
Quattrocchi fu preso in ostaggio a Baghdad il 13 aprile 2004, insieme ai colleghi Umberto Cupertino, Maurizio Agliana e Salvatore Stefio, da miliziani delle autoproclamate Falangi Verdi di Maometto, mai identificati.
Il Paese arabo, occupato militarmente dagli Stati Uniti d'America già un anno dopo lo scoppio della guerra in Iraq e da una coalizione multinazionale nel 2003, era tutt'altro che pacificato.
Pur non partecipando alle prime fasi del conflitto che aveva condotto in breve tempo, il 1º maggio 2003, al dissolversi dell'esercito iracheno e alla caduta di Saddam Hussein, l'Italia aveva accettato di far parte della cosiddetta coalizione dei volenterosi guidata da Stati Uniti e Gran Bretagna e, a seguito delle risoluzioni ONU 1483, 1500 e 1511 del 22 maggio 2003, era presente in Iraq dal 15 luglio dello stesso anno con oltre 3 000 militari in un'operazione di mantenimento della pace denominata Antica Babilonia.
A seguito dell'operazione militare, erano giunte in Iraq anche decine di migliaia di guardie, inviate da numerose compagnie private (contractors), sia statunitensi sia di altri Paesi, per affiancare gli eserciti regolari nelle operazioni di controllo del territorio e per la protezione del personale e delle installazioni civili e militari. Gli Stati Uniti, la forza capofila della coalizione, avevano fornito alle guardie le apposite credenziali e le avevano dotate delle armi, nel quadro di una vasta operazione di esternalizzazione delle proprie attività sul territorio iracheno.
Con questi presupposti la situazione dei rapiti fu subito ritenuta delicata e pericolosa.
I rapitori lanciarono all'Italia un ultimatum: chiesero al governo il ritiro delle truppe dall'Iraq e le scuse per alcune frasi che avrebbero offeso l'Islam; l'ultimatum fu rifiutato. Cupertino, Agliana e Stefio furono liberati l'8 giugno 2004, dopo 58 giorni di prigionia.

### Il ritrovamento del corpo e le ipotesi sul decesso
A seguito di una trattativa condotta anche tramite la Croce Rossa Italiana in Iraq, un intermediario, con il quale erano entrati in contatto esponenti del consiglio degli ʿulamāʾ sunniti, il 21 maggio 2004 nei pressi dell'ospedale gestito dalla CRI a Baghdad ritrovò dei resti umani che vennero attribuiti a Fabrizio Quattrocchi. La conferma arrivò il 23 maggio dalle analisi sul DNA condotte in loco dal RIS dei Carabinieri e ripetute l'indomani, dopo il trasferimento in Italia, presso l'istituto di medicina legale dell'università di Roma. Un'ulteriore conferma dell'identità del cadavere avvenne il 27 maggio da un supplemento d'indagine autoptica richiesto dai familiari.
Dall'autopsia emerse la salma sarebbe stata quasi certamente abbandonata all'aperto e predata da animali selvatici, unica spiegazione plausibile per il fatto che il cadavere fosse del tutto ossificato a soli 40 giorni dalla morte. Tale tesi venne inoltre supportata dalla mancanza di gran parte del cranio, delle braccia e delle costole e dalle profonde lacerazioni degli indumenti. A gettare un'ombra sulla versione ufficiale – che individuò come causa della morte un singolo colpo alla testa – fu la notizia, emersa dalle dichiarazioni degli anatomopatologi incaricati, che i colpi sarebbero stati due, uno al torace e l'altro alla testa.
I motivi per cui i rapitori decisero di uccidere Quattrocchi, lasciando liberi i suoi tre colleghi, non furono mai chiariti; si ipotizza che scelsero di uccidere lui come dimostrazione di forza verso i Paesi interessati.
Dopo i funerali, celebrati il 29 maggio nella cattedrale di Genova, Quattrocchi fu sepolto nel cimitero di Staglieno.

## Il video dell'uccisione
(Franco Frattini, 15 aprile 2004)
Di Quattrocchi si conoscono gli ultimi momenti di vita, registrati su video. Nel giugno del 2004 il quotidiano londinese Sunday Times pubblicò un'intervista con un iracheno, il cui nome di battaglia era Abu Yussuf, dichiaratosi membro del gruppo di rapitori dei quattro italiani. Yussuf dichiarò di aver girato personalmente il video dell'uccisione.
Secondo Yussuf, Quattrocchi, ormai consapevole del suo destino, avrebbe chiesto perché intendevano ucciderlo. «Per chiedere al governo italiano di ritirare le truppe», sarebbe stata la risposta. L'italiano avrebbe replicato: «È inutile, il mio governo non tratterà mai con voi per salvare le nostre vite». I rapitori allora lo costrinsero a inginocchiarsi in una fossa, bendato e con le mani legate.
Il racconto di Yussuf prosegue: «Quattrocchi mi disse: "Tu che parli italiano concedimi un desiderio, toglimi la benda e fammi morire come un italiano"» – Maurizio Agliana, collega di prigionia di Quattrocchi, confermò in seguito l'effettiva presenza tra i rapitori di almeno una persona in grado di capire e parlare un minimo di italiano – «Voleva guardarci negli occhi mentre gli sparavamo».
Mentre reiterava la richiesta di togliere la benda, l'ostaggio fu colpito mortalmente alla testa. Secondo Yussuf «Quattrocchi fu ucciso con la sua pistola, ma con una pallottola irachena». Successivamente, un video dell'uccisione fu spedito alla tv del Qatar Al Jazeera, che si è sempre rifiutata di mandarlo in onda sostenendo che fosse «troppo macabro», nonostante la stessa emittente avesse già trasmesso ripetutamente scene di vittime di guerra e filmati di esecuzioni.
Stando alla versione di Yussuf, per liberare gli altri tre ostaggi furono pagati 4 milioni di dollari. La versione ufficiale della liberazione di Cupertino, Agliana e Stefio parla invece di un blitz incruento da parte delle truppe americane.
Solo nel gennaio 2006 il TG1 della Rai ricevette un filmato relativo all'uccisione e lo trasmise parzialmente, interrompendone la riproduzione un attimo prima del momento degli spari «per rispetto della sensibilità della famiglia e dei telespettatori».
Nel suo blog il giornalista del TG1 Pino Scaccia ne riferisce il contenuto completo:
(Pino Scaccia, 9 gennaio 2006, descrivendo il filmato dell'uccisione di Fabrizio Quattrocchi)
Subito dopo la trasmissione del filmato, l'allora direttore del TG1 Clemente Mimun intervistò in diretta il compagno di prigionia Maurizio Agliana e la sorella di Fabrizio, Graziella Quattrocchi.
Sul video diffuso dal TG1 furono sollevati dubbi anche a seguito della testimonianza di Margherita Boniver, allora sottosegretario di Stato agli Affari esteri, la quale sostenne che il filmato originale pervenuto ad Al Jazeera – e da lei visionato nel maggio 2004, durante una visita in Qatar – fosse «diverso» da quello mandato in onda nel 2006.

## Il processo ai presunti reclutatori
Il 27 settembre 2007 la procura della Repubblica presso il tribunale di Bari chiese il rinvio a giudizio per Giampiero Spinelli e per Salvatore Stefio – quest'ultimo rapito con Quattrocchi – in quanto ritenuti responsabili di «arruolamenti o armamenti non autorizzati a servizio di uno Stato estero» reato punito ai sensi dell'art. 288 del codice penale italiano, nei confronti di Maurizio Agliana, Umberto Cupertino e Fabrizio Quattrocchi.
Per Spinelli il GIP di Bari aveva deciso, sulla base del medesimo reato, il divieto di espatrio per sei mesi ma il provvedimento venne annullato il 18 ottobre 2007 dal tribunale del riesame.
Il 17 aprile 2008 il Giudice dell'udienza preliminare di Bari rinviò a giudizio Spinelli e Stefio mantenendo invariato il capo d'accusa.
Il processo iniziò il 31 luglio 2008 davanti alla Corte d'assise di Bari e si concluse il 16 luglio 2010 con la piena assoluzione degli imputati con la formula "perché il fatto non sussiste".

## Controversie
Nel 2007 la famiglia di Quattrocchi protestò con la produzione del film 2061 - Un anno eccezionale, poiché nella pellicola il personaggio Diego Abatantuono, prima di essere fucilato assieme ai suoi compagni, pronuncia la battuta: «Fategli vedere come muore un patriota», sottolineata da un fragoroso peto.
La scena fu da alcuni considerata un riferimento alle parole «Vi faccio vedere come muore un italiano», pronunciate da Fabrizio Quattrocchi prima di morire, e il presunto accostamento fu considerato dalla famiglia Quattrocchi inaccettabile e di cattivo gusto. In merito, il regista e sceneggiatore del film Enrico Vanzina negò di aver mai avuta l'intenzione di parodiare Quattrocchi.

## Riconoscimenti

### Medaglia d'oro al valor civile alla memoria
La destra italiana, in particolare Alleanza Nazionale, assurse Quattrocchi a simbolo di eroismo per la sua ostentazione di fierezza nazionale, chiedendo il conferimento di una decorazione alla memoria.
Con decreto del 13 marzo 2006, su proposta del ministro dell'interno Giuseppe Pisanu, il Presidente della Repubblica Carlo Azeglio Ciampi conferì a Fabrizio Quattrocchi la medaglia d'oro al valor civile.

### Altri riconoscimenti e opere dedicate
- Le città di Milano, Perugia e di Assisi[21] hanno dedicato una via a Fabrizio Quattrocchi.[22] La città di Montesilvano (PE) gli ha dedicato una piazza. Analoghe decisioni sono state prese da altri comuni (Roma, Trieste, Firenze e Genova[23]), anche se ancora la via non è stata assegnata.
- La città di Castellabate ha dedicato una via a Fabrizio Quattrocchi.[24]
- Il comune di Brugnato ha deciso di intitolare un ponte a Fabrizio Quattrocchi.[25]
- La sorella di Fabrizio Quattrocchi gli ha intitolato un'associazione sportivo-culturale che si propone di promuovere e sviluppare principi di solidarismo alla pratica e alla difesa delle libertà civili, in modo particolare dei bambini.
- In memoria di Quattrocchi, poco dopo il suo assassinio, l'imprenditore Flavio Briatore assegnò un vitalizio all'anziana madre, ufficialmente stabilito da atto notarile.[26]
- Oriana Fallaci ha dedicato il suo libro "La forza della ragione" a Quattrocchi e agli altri "Italiani ammazzati dal Dio-Misericordioso-e-Iracondo".[27]
- Il comune di Vagli Sotto ha eretto in onore di Quattrocchi una statua marmorea che lo raffigura situata nel Parco dell'Onore e del Disonore, posta nella parte dedicata all'Onore.
- Il comune di Capraia Isola ha dedicato a Quattrocchi il campo da calcio e da tennis.
- Il comune di Rivoli ha intitolato un giardino comunale a Quattrocchi "Eroe Italiano".

### Critiche al conferimento dell'onorificenza
Il conferimento della medaglia al valor civile, avvenuto durante la campagna elettorale per le elezioni politiche del 2006, suscitò vive proteste da parte dei congiunti dei militari italiani morti negli attentati di Nāṣiriya, che non erano stati insigniti di una decorazione di pari prestigio.
Tra questi, Maria Cimino, madre del caporal maggiore scelto dell'Esercito Italiano Emanuele Ferraro, la quale ha protestato verso il Presidente della Repubblica per la disparità di trattamento tra Quattrocchi e i caduti di Nassiriya.
Analoga protesta è giunta dal figlio del brigadiere dei Carabinieri Domenico Intravaia e da Paola Cohen Gialli, vedova del maresciallo dei Carabinieri Enzo Fregosi, la quale ha dichiarato:
()
La concessione della Medaglia d'oro al valor militare è tuttavia prevista limitatamente a "coloro i quali, per compiere un atto di ardimento che avrebbe potuto omettersi senza mancare al dovere ed all'onore, abbiano affrontato scientemente, con insigne coraggio e con felice iniziativa, un grave e manifesto rischio personale in imprese belliche", e come tale non fu considerata applicabile alle vittime dell'attentato di Nāṣiriya.
Viceversa, la concessione della Medaglia d'oro al valore civile è invece prevista per "premiare atti di eccezionale coraggio che manifestano preclara virtù civica e per segnalarne gli autori come degni di pubblico onore", un contesto che è stato considerato pertinente alle circostanze della morte di Quattrocchi.
I congiunti dei militari caduti a Nassirya hanno percepito come insufficiente e artificiosa la "Croce d'Onore alle vittime di terrorismo" loro attribuita, decorazione istituita nel 2005. La Croce d'Onore è presente tra le decorazioni elencate presso il sito del Quirinale dedicato alle onorificenze italiane, con l'elenco dei nomi degli insigniti.
Solidarietà alla posizione dei familiari dei caduti di Nassiriya fu espressa anche da esponenti politici e da giornalisti, come Giuliana Sgrena (giornalista già ostaggio in Iraq, secondo la quale Quattrocchi "non meritava alcuna onorificenza") e da Rosa Villecco, deputata dei Democratici di Sinistra e vedova di Nicola Calipari (poliziotto e agente del SISMI perito in Iraq nel corso della liberazione di Sgrena), che in un'intervista televisiva con Mario Adinolfi dichiarò che Quattrocchi "si è trovato in Iraq per problemi di disoccupazione in Italia e non è la stessa cosa di chi era lì a servire lo Stato, ecco perché il rammarico dei parenti delle vittime di Nassiriya è comprensibile" e, riguardo alla famosa frase pronunciata in punto di morte, "viene caricata di significati, ma non è lì la dignità di un Paese". Per quanto riguarda il conferimento dell'onorificenza, infine, la signora Villecco affermò che "La destra attualmente ha bisogno di creare eroi, ma è sbagliato servirsi di un ragazzo che era semplicemente andato a cercarsi un lavoro".